# Enno III della Frisia orientale
Enno III della Frisia orientale (Aurich, 30 settembre 1563 – Leerort, 19 agosto 1625) fu conte della Frisia orientale dal 1599 alla propria morte.

## Biografia
Enno III, membro della casata dei Cirksena, era figlio di Edzardo II della Frisia orientale e della principessa Caterina di Svezia, figlia primogenita del re Gustavo I.
Dopo l'estinzione della linea maschile dei conti di Rietberg, i conti di Frisia orientale, in forza dell'unione coniugale con Walburga di Rietberg, divennero loro successori.
Egli ascese al trono alla morte del padre nel 1599 ma i suoi primi anni di governo non furono dei più facili. Nel 1602 le truppe di Enno III posero assedio alla città di Emden nel tentativo di annetterla entro i propri domini, ma l'attacco non ebbe il successo sperato; l'8 aprile 1603 Enno dovette siglare pertanto il Trattato di 's-Gravenhage col quale egli non solo accettò la presenza delle truppe olandesi a Emden, ma venne costretto a pagare i costi di mantenimento di queste truppe. Nel 1609, come era facile prevedere, il contrasto esplose nuovamente ma ancora una volta gli abitanti di Emden uscirono vittoriosi dal conflitto ed occuparono addirittura la residenza dei conti della Frisia orientale ad Aurich.
Nel 1611 gli olandesi posero le proprie truppe a Leerort ed il 24 maggio di quello stesso anno venne siglato l'Accordo di Osterhusen, il quale cercava di porre un calmiere sugli scontri degli ultimi anni: ai conti della Frisia orientale venne garantita una sovranità limitata, con l'obbligo di mantenere alle città i propri antichi privilegi e in più gli olandesi posero una propria guarnigione a Leerort.
Enno III morì il 19 agosto 1625 a Leerort e venne succeduto dal primogenito dei figli sopravvissutigli, Rodolfo Cristiano.

## Matrimonio e figli
Enno III si sposò due volte. Il 29 gennaio 1581 sposò Walburga di Rietberg (c. 1557, Rietberg - 26 maggio 1586, Esen), figlia del conte Giovanni II di Rietberg, signore di Esen, Stedesdorf e Wittmund e della contessa Agnese di Bentheim-Steinfurt. Da questo matrimonio nacquero tre figli:
- Sabina Caterina (11 agosto 1582 - 31 maggio 1618), il 4 marzo 1601 sposò lo zio Giovanni III della Frisia orientale (1566 - 29 settembre 1625);
- Agnese (1º gennaio 1584 - 28 febbraio 1616), sposò il 15 agosto 1603, Gundacaro del Liechtenstein (30 gennaio 1580 - 5 agosto 1658);
- Giovanni Edzardo (10 maggio 1586 - 20 maggio 1586), sepolto a Esen (nella chiesa di San Magno).

Walburga di Rietberg, morì pochi giorni dopo la morte di quest'ultimo figlio, alcuni dissero di dolore ma studi recenti hanno confermato un avvelenamento.
Dodici anni dopo la morte della prima moglie, Enno III si risposò il 28 gennaio 1598 ad Esen con la principessa Anna di Holstein-Gottorp (27 febbraio 1575 - 24 aprile 1625). Questo matrimonio fruttò cinque eredi:
- Gustavo Edzardo (15 aprile 1599 - 18/19 aprile 1612);
- Cristina Sofia (26 settembre 1609, Aurich - 20 marzo 1658, Francoforte sul Meno), sposò ad Aurich il 2 giugno 1632 il langravio Filippo III d'Assia-Butzbach;
- Anna Maria (23 giugno 1601, Aurich - 4 settembre 1634, Schwerin) sposò a Vorden il 4 settembre 1622 il duca Adolfo Federico I di Meclemburgo-Schwerin (25 dicembre 1588 - 27 febbraio 1658);
- Rodolfo Cristiano, conte della Frisia orientale, (25 giugno 1602 - 17 giugno 1628);
- Ulrico II, conte della Frisia orientale (16 luglio 1605 - 11 gennaio 1648), sposò ad Aurich il 5 marzo 1631, Giuliana d'Assia-Darmstadt (14 aprile 1606 - 15 giugno 1659).

## Ascendenza
|                                          |                     |                                | Genitori                             |  |  | Nonni |  |  | Bisnonni                                |  |  | Trisnonni                              |  |
|                                          |                     |                                |                                      |  |  |       |  |  | Edzardo I, conte della Frisia orientale |  |  | Ulrico I, conte della Frisia orientale |  |
|                                          |                     |                                |                                      |  |  |       |  |  | Edzardo I, conte della Frisia orientale |  |  | Ulrico I, conte della Frisia orientale |  |
|                                          |                     | Theda Ukena                    |                                      |  |  |       |  |  | Edzardo I, conte della Frisia orientale |  |  |                                        |  |
| Enno II, conte della Frisia orientale    |                     |                                |                                      |  |  |       |  |  | Edzardo I, conte della Frisia orientale |  |  |                                        |  |
|                                          |                     | Elisabetta di Rietberg         | Giovanni I, conte di Rietberg        |  |  |       |  |  |                                         |  |  |                                        |  |
|                                          |                     | Elisabetta di Rietberg         | Giovanni I, conte di Rietberg        |  |  |       |  |  |                                         |  |  |                                        |  |
|                                          |                     | Elisabetta di Rietberg         | Margherita di Lippe                  |  |  |       |  |  |                                         |  |  |                                        |  |
| Edzardo II, conte della Frisia orientale |                     | Elisabetta di Rietberg         |                                      |  |  |       |  |  |                                         |  |  |                                        |  |
|                                          |                     | Giovanni V, conte di Oldenburg | Gerardo VI, conte di Oldenburg       |  |  |       |  |  |                                         |  |  |                                        |  |
|                                          |                     | Giovanni V, conte di Oldenburg | Gerardo VI, conte di Oldenburg       |  |  |       |  |  |                                         |  |  |                                        |  |
|                                          |                     | Giovanni V, conte di Oldenburg | Adelaide di Tecklenburg              |  |  |       |  |  |                                         |  |  |                                        |  |
| Anna di Oldenburg                        |                     | Giovanni V, conte di Oldenburg |                                      |  |  |       |  |  |                                         |  |  |                                        |  |
|                                          |                     | Anna di Anhalt-Zerbst          | Giorgio I, principe di Anhalt-Zerbst |  |  |       |  |  |                                         |  |  |                                        |  |
|                                          |                     | Anna di Anhalt-Zerbst          | Giorgio I, principe di Anhalt-Zerbst |  |  |       |  |  |                                         |  |  |                                        |  |
|                                          |                     | Anna di Anhalt-Zerbst          | Anna di Lindau-Ruppin                |  |  |       |  |  |                                         |  |  |                                        |  |
| Enno III, conte della Frisia orientale   |                     | Anna di Anhalt-Zerbst          |                                      |  |  |       |  |  |                                         |  |  |                                        |  |
|                                          | Erik Johansson Vasa | Johan Kristiernsson Vasa       |                                      |  |  |       |  |  |                                         |  |  |                                        |  |
|                                          | Erik Johansson Vasa | Johan Kristiernsson Vasa       |                                      |  |  |       |  |  |                                         |  |  |                                        |  |
|                                          | Erik Johansson Vasa | Birgitta Gustavsdotter Sture   |                                      |  |  |       |  |  |                                         |  |  |                                        |  |
| Gustavo I, re di Svezia                  | Erik Johansson Vasa |                                |                                      |  |  |       |  |  |                                         |  |  |                                        |  |
|                                          |                     | Cecilia Månsdotter Eka         | Måns Karlsson Eka                    |  |  |       |  |  |                                         |  |  |                                        |  |
|                                          |                     | Cecilia Månsdotter Eka         | Måns Karlsson Eka                    |  |  |       |  |  |                                         |  |  |                                        |  |
|                                          |                     | Cecilia Månsdotter Eka         | Sigrid Eskilsdotter Banér            |  |  |       |  |  |                                         |  |  |                                        |  |
| Caterina di Svezia                       |                     | Cecilia Månsdotter Eka         |                                      |  |  |       |  |  |                                         |  |  |                                        |  |
|                                          |                     | Erik Abrahamsson Leijonhufvud  | Abraham Kristiernsson Leijonhuvud    |  |  |       |  |  |                                         |  |  |                                        |  |
|                                          |                     | Erik Abrahamsson Leijonhufvud  | Abraham Kristiernsson Leijonhuvud    |  |  |       |  |  |                                         |  |  |                                        |  |
|                                          |                     | Erik Abrahamsson Leijonhufvud  | Birgitta Månsdotter Natt och Dag     |  |  |       |  |  |                                         |  |  |                                        |  |
| Margherita Leijonhufvud                  |                     | Erik Abrahamsson Leijonhufvud  |                                      |  |  |       |  |  |                                         |  |  |                                        |  |
|                                          |                     | Ebba Eriksdotter Vasa          | Erik Karlsson Vasa                   |  |  |       |  |  |                                         |  |  |                                        |  |
|                                          |                     | Ebba Eriksdotter Vasa          | Erik Karlsson Vasa                   |  |  |       |  |  |                                         |  |  |                                        |  |
|                                          |                     | Ebba Eriksdotter Vasa          | Anna Karlsdotter Vinstorpa           |  |  |       |  |  |                                         |  |  |                                        |  |
|                                          |                     | Ebba Eriksdotter Vasa          |                                      |  |  |       |  |  |                                         |  |  |                                        |  |